# Encyclia acutifolia
Encyclia acutifolia är en orkidéart som beskrevs av Rudolf Schlechter. Encyclia acutifolia ingår i släktet Encyclia och familjen orkidéer. Inga underarter finns listade i Catalogue of Life.